# 馬士英

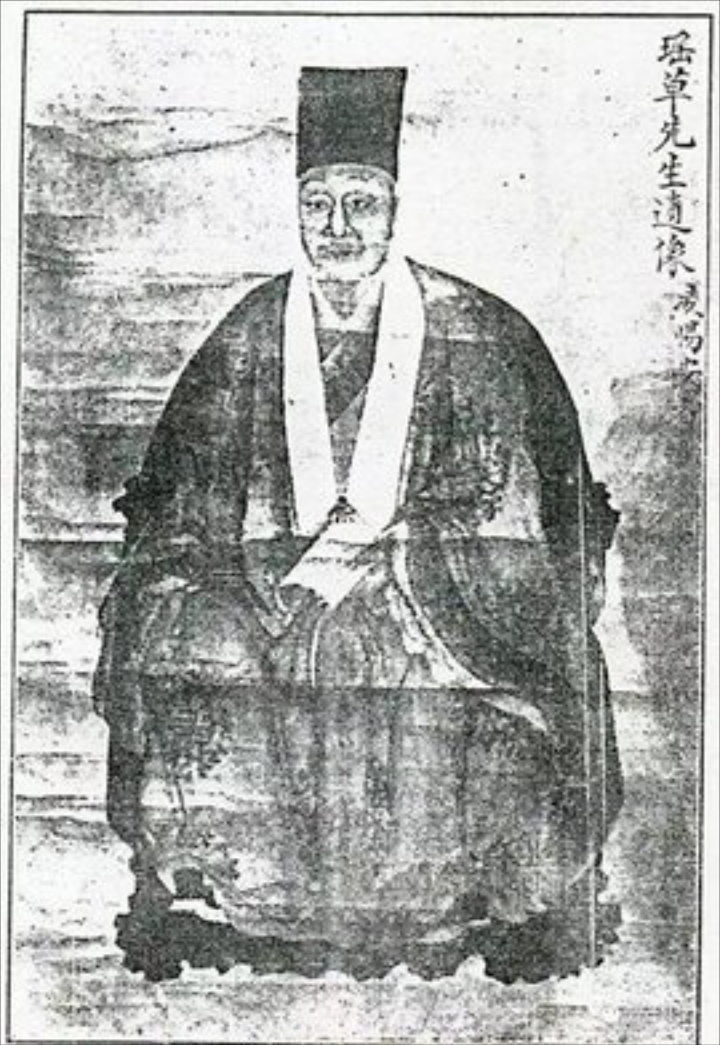
瑶草先生遺影

馬 士英（ば しえい、1596年 - 1647年）は、明末の政治家。字は沖然、号は瑶草。貴竹長官司の出身。本貫は揚州府儀真県。父は太僕寺少卿の馬明卿。伯父は山西道監察御史の馬文卿。

## 略歴
1619年（万暦47年）、進士に及第した。厳州府知府、河南府知府、大同府知府を歴任し、崇禎年間に贈賄の罪で失脚し南京に寓居するが後に復活し鳳陽総督を務めた。
1644年（崇禎17年）3月、反乱軍の李自成らによる北京攻略で崇禎帝が自殺すると、潞王朱常淓を推す史可法らの意見を抑えて、福王朱由崧を擁立して皇帝とした（南明の弘光帝）。
朝廷では誰を出鎮させるか議論になり、馬士英の推挙で史可法が兵部尚書兼武英殿大学士となり「督師輔臣之印」をもって出鎮した。馬士英は自らの出鎮を望まず、史可法を朝廷から出すよう仕向けたものといわれており、その経緯は応廷吉『青燐屑』上巻に書かれている。
福王擁立に際して異論を抑えた功績で重く用いられ、内閣大学士に就任し政治を掌握した。政権では馬士英の推薦した阮大鋮が権勢を振い、復社の名士からの反発を招いた。
1645年に清軍が南京を落とすと逃亡するが、捕らえられ処刑された。